# Algebraisk varietet
Inom matematiken är en algebraisk varietet ett geometriskt objekt som lokalt definieras av polynomekvationer.

## Affina varieteter
Det enklaste exemplet på algebraiska varieteter är de affina algebraiska varieteterna. Givet en kropp {\displaystyle k} så är en affin algebraisk varietet över k en delmängd till det affina rummet {\displaystyle A^{n}(k)} som för något koordinatsystem {\displaystyle x_{1},...,x_{n}}
kan beskrivas som den gemensamma lösningsmängden för ett antal polynom {\displaystyle p_{1},...,p_{m}} i variablerna {\displaystyle x_{1},...,x_{n}} .
Då kroppen k är algebraiskt sluten, vilket är det geometriska fallet, kan man visa att lösningsmängden bestäms unikt av radikalen för idealet som genereras av polynomen {\displaystyle p_{1},...,p_{m}} i polynomringen 
{\displaystyle k[x_{1},...,x_{n}]} . Efter att ha infört ett isomorfibegrepp för affina algebraiska varieteter kan man vidare visa att två varieteter givna av polynomen {\displaystyle p_{1},...,p_{m}}respektive {\displaystyle p_{1}',...,p_{m}'} är isomorfa om det gäller att
{\displaystyle {\frac {k[x_{1},...,x_{n}]}{\sqrt {\langle p_{1},...,p_{m}\rangle }}}\cong {\frac {k[x_{1},...,x_{n}]}{\sqrt {\langle p_{1}',...,p_{m}'\rangle }}}}
Studiet av affina algebraiska varieteter över en algebraiskt sluten kropp k är således väsentligen ekvivalent med studier av helhetsområden som är ändliggenererade algebror över k.

## Projektiva varieteter
En projektiv varietet är en delmängd till det projektiva rummet {\displaystyle P^{n}(k)} som är nollställemängden till ett antal homogena polynom med variabler {\displaystyle x_{0},...,x_{n}} från en givet homogent koordinatsystem på {\displaystyle P^{n}(k)}. Projektiva varieteter har en egenskap, kompletthet, som är analog med kompakthet för topologiska rum.

## Mer generella varieteter
Under den tidiga utvecklingen av teorin för jacobianer konstruerade Weil ett abstrakt varietetsbegrepp genom att definiera ihopklistringar av affina varieteter. Inom ramen för detta varietetsbegrepp ryms varieteter som inte kan ges någon projektiv struktur.
Weils teori blev emellertid snart omodern i och med utvecklingen av Grothendiecks teori för scheman, som drastiskt generaliserade begreppet varietet. Den moderna definitionen av en algebraisk varietet sker med hjälp av schemabegreppet, som ett schema med vissa särskilda egenskaper.